# María Corda
Pour les articles homonymes, voir Corda.
Mária Antónia Farkas, connue sous le nom de scène María Corda (née le 4 mai 1898 à Déva, Autriche-Hongrie, aujourd'hui Deva, Roumanie et morte le 15 février 1976 ,, à Thônex, Suisse) est une actrice autrichienne d'origine hongroise, vedette du cinéma muet en Allemagne et en Autriche.

## Biographie
María Corda commença sa carrière d'actrice dans les théâtres de Budapest dans les premiers jours de la Première Guerre mondiale avant de se tourner vers l'industrie cinématographique lors de l'éclatement de l'Autriche-Hongrie à la fin de la guerre. Elle obtint son premier rôle dans un film d'Alexander Korda, (Se ki, se be (en)) qu'elle suivit à Vienne en 1921, où ils eurent un enfant et où elle devint une vedette du cinéma muet. En 1926, ils s'en allèrent à Berlin avant de partir l'année suivante pour Hollywood. Avec l'arrivée du parlant et à cause de son anglais limité, elle ne rencontra pas le succès aux États-Unis et rentra en Europe où elle eut de petits rôles.
María Corda et Alexander Korda divorcèrent en 1930 et elle s'établit à New York où elle écrivit des romans. Elle passa les dernières années de sa vie en Suisse.

## Filmographie partielle
- 1920 : A 111-es d'Alexander Korda

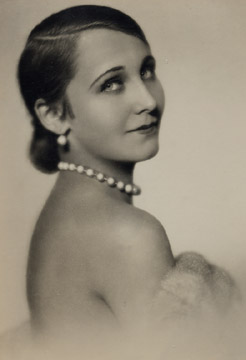
María Corda en 1919.

- 1922 : Die Tragödie eines verschollenen Fürstensohnes d'Alexander Korda
- 1922 : Herren der Meere d'Alexander Korda
- 1922 : Samson und Delila d'Alexander Korda
- 1923 : Das unbekannte Morgen d'Alexander Korda
- 1924 : Jedermanns Frau d'Alexander Korda
- 1924 : L'Esclave reine de Michael Curtiz
- 1924 : La Tragédie des Habsbourg (Tragödie im Hause Habsburg) d'Alexander Korda
- 1925 : Le Danseur de Madame (Der Tänzer meiner Frau) d'Alexander Korda
- 1926 : Madame ne veut pas d'enfants d'Alexander Korda
- 1927 : La Vie privée d'Hélène de Troie d'Alexander Korda
- 1927 : Une Dubarry moderne (Eine Dubarry von heute) d'Alexander Korda
- 1929 : Heilige oder Dirne (en)
- 1930 : Die große Sehnsucht (en)